# Etapas do Tour de France de 2005
Detalhes das etapas do Tour de France 2005.

## Desenvolvimento das etapas

### Etapa 1:2 de julho-Fromentine-Noirmoutier en l'Île(Contra-relógio individual, 19 km)
O vencedor, David Zabriskie foi um dos primeiros a competir. Seu curriculum esportivo incluía, até então, apenas uma vitória nas grandes competições de estrada (uma etapa na Volta da Espanha).

#### Resultados
1. David Zabriskie (Team CSC) 20.51'
2. Lance Armstrong (Discovery Channel), a 0min02s
3. Alexander Vinokourov (T-Mobile Team), a 0min53s
4. George Hincapie (Discovery Channel), a 0min57s
5. Laszlo Bodrogi (Credit Agricole), a 0min59s
6. Floyd Landis (Phonak Hearing Systems), a 1min02s
7. Jens Voigt (Team CSC), a 1min04s
8. Vladimir Karpets (Illes Balears-Caisse d'Epargne), a 1min05s
9. Igor González de Galdeano (Liberty Seguros-Würth), a 1min06s
10. Bobby Julich (Team CSC), a 1min07s

### Etapa 2:3 de julho-Challans-Les Essarts(182 km)
A 2ª etapa do Tour foi decidida em um sprint massivo, com o pelotão formado pela quase totalidade dos corredores. Venceu o belga Tom Boonen (sua 15ª vitória na temporada 2005). O brasileiro Luciano Pagliarini foi  o 5º colocado e David Zabriskie (CSC) conserva a camiseta amarela.

#### Resultados
1. Tom Boonen (Bel) Quick.Step, 3h51min31s (47,037 km/h)
2. Thor Hushovd (Nor) Crédit Agricole, mesmo tempo.
3. Robbie McEwen (Aus) Davitamon-Lotto, m.t.
4. Stuart O'Grady (Aus) Cofidis, Le Crédit Par Téléphone, m.t.
5. Luciano Pagliarini (Bra) Liquigas-Bianchi, m.t.
6. Juan Antonio Flecha (Esp) Fassa Bortolo, m.t.
7. Peter Wrolich (Aut) Gerolsteiner, m.t.
8. Jérôme Pineau (Fra) Bouygues Télécom, m.t.
9. Baden Cooke (Aus) Française Des Jeux, m.t.
10. Allan Davis (Aus) Liberty Seguros-Würth, m.t.

### Etapa 3:4 de julho-La Châtaigneraie-Tours(208 km)
A 3.ª etapa do Tour foi novamente decidida em um sprint massivo,  onde Tom Boonen registra sua segunda vitória consecutiva. Robbie McEwen (Lotto), inicialmente terceiro da etapa, foi desclassificado em benefício de O'Grady, por causa de sprint irregular. David Zabriskie (CSC) conserva a camiseta amarela, Lance Armstrong continua a 2 segundos do camiseta amarela.

#### Resultados
1. Tom Boonen (Bel) Quick.Step, 4h36'09
2. Peter Wrolich (Aut) Gerolsteiner, mesmo tempo
3. Stuart O'Grady (Aus) Cofidis, Le Crédit Par Téléphone, m.t.
4. Bernhard Eisel  (Aut - FDJ), m.t.
5. Allan Davis (Aus) Liberty Seguros-Würth, m.t.
6. Robert Förster  (Ale - GST), m.t.
7. Magnus Backstedt  (Sué - LIQ), m.t.
8. Anthony Geslin  (Fra - BTL), m.t.
9. Thor Hushovd (Nor) Crédit Agricole, mesmo tempo.
10. Angelo Furlan  (Ita - DOM)

### Etapa 4:5 de julho-Tours-Blois, (contra-relógiopor equipes, 66 km)
A quarta etapa é constituída de um contra-o-relógio por equipes de 66 km, entre Tours e Blois. A equipe de Lance Armstrong vence a etapa com a impressionante média horária de 57,31 km/h, e Lance Armstrong toma posse da camiseta amarela de David Zabriskie, que sofre uma queda a 1 km da linha de chegada, mas consegue concluir a etapa. Armstrong coloca mais 35 segundos sobre a formação T-Mobile de Jan Ullrich, Andreas Klöden e Alexander Vinokourov, seus adversários diretos pelo título final.

#### Resultados
1. Discovery Channel, 1h10min39s
2. Team CSC, a 02s
3. T-Mobile, a 35s
4. Liberti Seguros, a 53s
5. Phonak, a 01min31s
6. Crédit Agricole, a 01min41s
7. Îles Baleares, a 02min05s
8. Gerolsteiner, a 02min05s
9. Fassa Bortolo, a 02min19s
10. Liquigas-Bianchi, a 02min26s

### Etapa 5:6 de julho-Chambord-Montargis(179 km)
O australiano Robbie McEwen (Davitamon-Lotto) vence no sprint a quinta etapa, privando o belga Tom Boonen (Quick Step) de uma terceira vitória, depois das obtidas na segunda e terceira etapas. O norueguês Thor Hushovd (Crédit Agricole) termina em terceiro lugar. Na classificação geral, Lance Armstrong conserva a camiseta amarela.

#### Resultados
1. Robby McEwen  (Aus - DVL), 3h46min00s
2. Tom Boonen  (Bel - QST), mesmo tempo
3. Thor Hushovd  (Nor - C.A), m.t.
4. Stuart O'Grady  (Aus - COF), m.t.
5. Angelo Furlan  (Ita - DOM), m.t.
6. Allan Davis  (AUS - LSW), m.t.
7. Bernhard Eisel  (Aut - FDJ), m.t.
8. Baden Cooke  (Aus - FDJ), m.t.
9. Jens Voigt  (Ale - CSC), m.t.
10. Robert Forster  (Ale - GST), m.t.

### Etapa 6:7 de julho-Troyes-Nancy(187 km)
Sob chuva, o italiano Lorenzo Bernucci (Fassa Bortolo) ganha a sexta etapa, em Nancy, alguns metros à frente do pelotão. Alexander Vinokourov (T-Mobile) termina na segunda posição e o alemão Robert Förster (Gerolsteiner) em terceiro.
A camiseta amarela resta propriedade de Lance Armstrong (Discovery Channel).

#### Resultados
1. Lorenzo Bernucci  (Ita - FAS), 4h12min52s
2. Alexander Vinokourov  (Cas - TMO), m.t.
3. Robert Förster (Ale - GST), a 07s
4. Angelo Furlan  (Ita - DOM), m.t.
5. Thor Hushovd  (Nor - C.A), m.t.
6. Kim Kirchen  (Lux - FAS), m.t.
7. Gianluca Bortolami  (Ita - LAM), m.t.
8. Constantino Zaballa  (Esp - SDV), m.t.
9. Gerrit Glomser  (Aut - LAM), m.t.
10. Kurt Asle Arvesen  (Nor - CSC), m.t.

### Etapa 7:8 de julho-Lunéville-Karlsruhe(Alemanha) (225 km)
A etapa foi caracterizada pela fuga do corredor alemão Fabian Wegmann, desejoso de vencer na primeira passagem do Tour pelo seu país desde 2002. Wegmann foi o vencedor da classificação da montanha na Volta da Itália de 2004, e decidiu atacar logo no começo da etapa, no Col du Hantz (km 78). No melhor momento, chegou a ter uma vantagem de 8min 35s (km 109) frente ao pelotão. Depois de mais de 140 km percorridos em solitário, foi alcançado a cerca de 10 km da linha de chegada. Decidida em um sprint massivo, a vitória coube ao australiano Robby McEwen, à frente do sueco Magnus Backstedt e do austríaco Bernhard Eisel. Lance Armstrong permaneceu com a camiseta amarela de líder geral.

#### Resultados
1. Robby McEwen  (Aus - DVL), 5h03min45s
2. Magnus Backstedt  (Sué - LIQ), m.t.
3. Bernhard Eisel  (Aut - FDJ),  m.t.
4. Gerrit Glomser  (Aut - LAM), m.t.
5. Baden Cooke  (Aus - FDJ), m.t.
6. Fabian Cancellara  (Sui - FAS), m.t.
7. Tom Boonen  (Bel - QST), m.t.
8. Gianluca Bortolami  (Ita - LAM), m.t.
9. Thor Hushovd  (Nor - C.A), m.t.
10. Juan Antonio Flecha (Esp Fassa Bortolo), m.t.

### Etapa 8:9 de julho-Pforzheim(Alemanha) -Gérardmer, 235 km

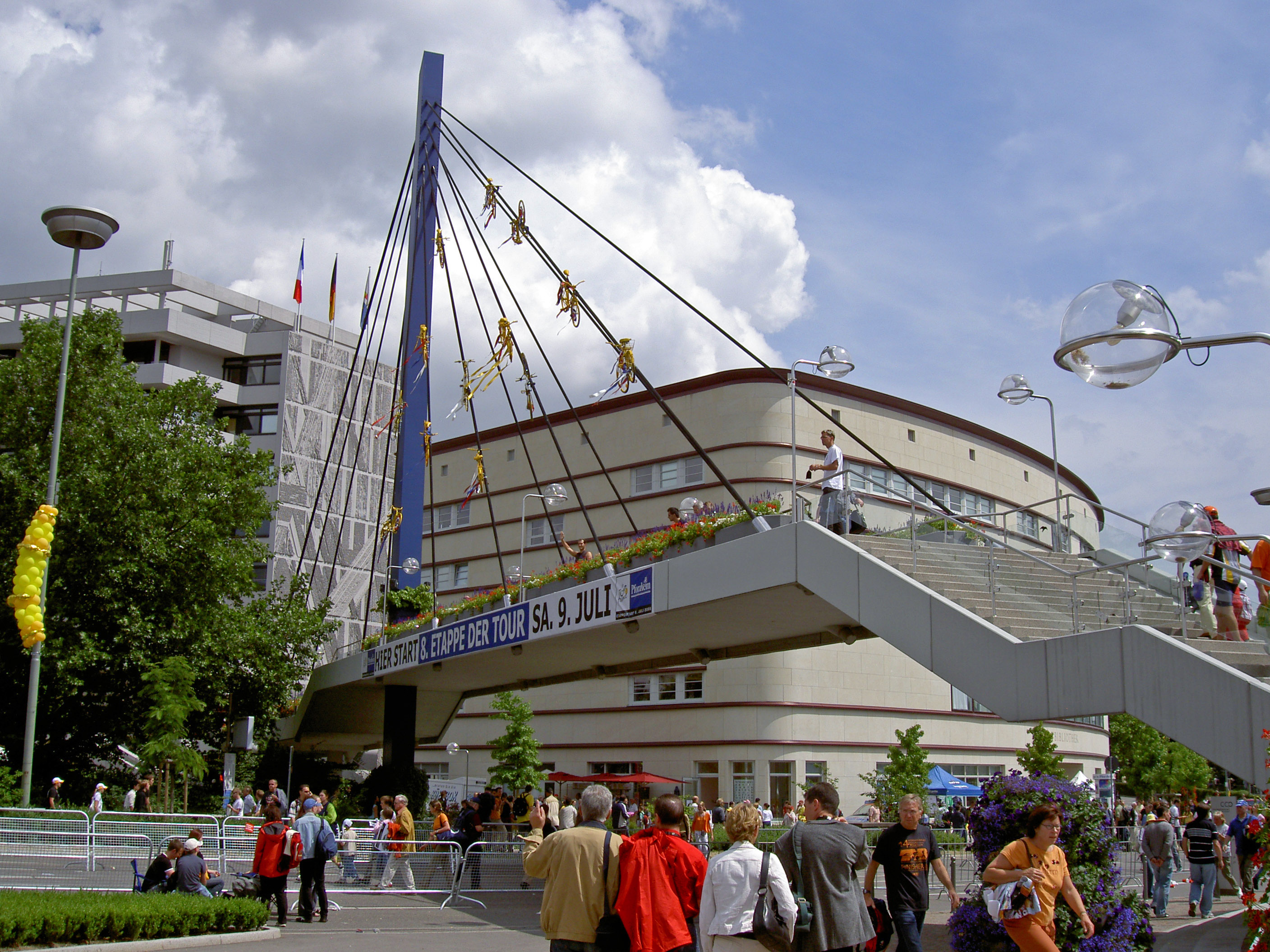
Linha de partida da 8ª etapa.

As primeiras montanhas (Vosges) produziram os primeiros efeitos na oitava etapa, vencida pelo neerlandês Peter Weening (Rabobank) no sprint diante de Andreas Klöden (T-Mobile), em Gérardmer. No col de la Schlucht (Passo da Schlucht), a equipe T-Mobile atacou Lance Armstrong, bastante isolado (ao final da etapa, no grupo principal, não lhe acompanhava nenhum gregário da equipe Discovery Channel), através de Vinokourov e Klöden. Um exame detalhado da foto de chegada (photo-finish) foi necessário para determinar o vencedor entre Peter Weening e Andreas Klöden (T-Mobile). A diferença entre os dois foi de 9 mm!!
O sêxtuplo vencedor do Tour conserva a camiseta amarela e Michael Rasmussen toma a camiseta à pois a Wegmann. Tom Boonen mantém a camiseta verde.

#### Resultados

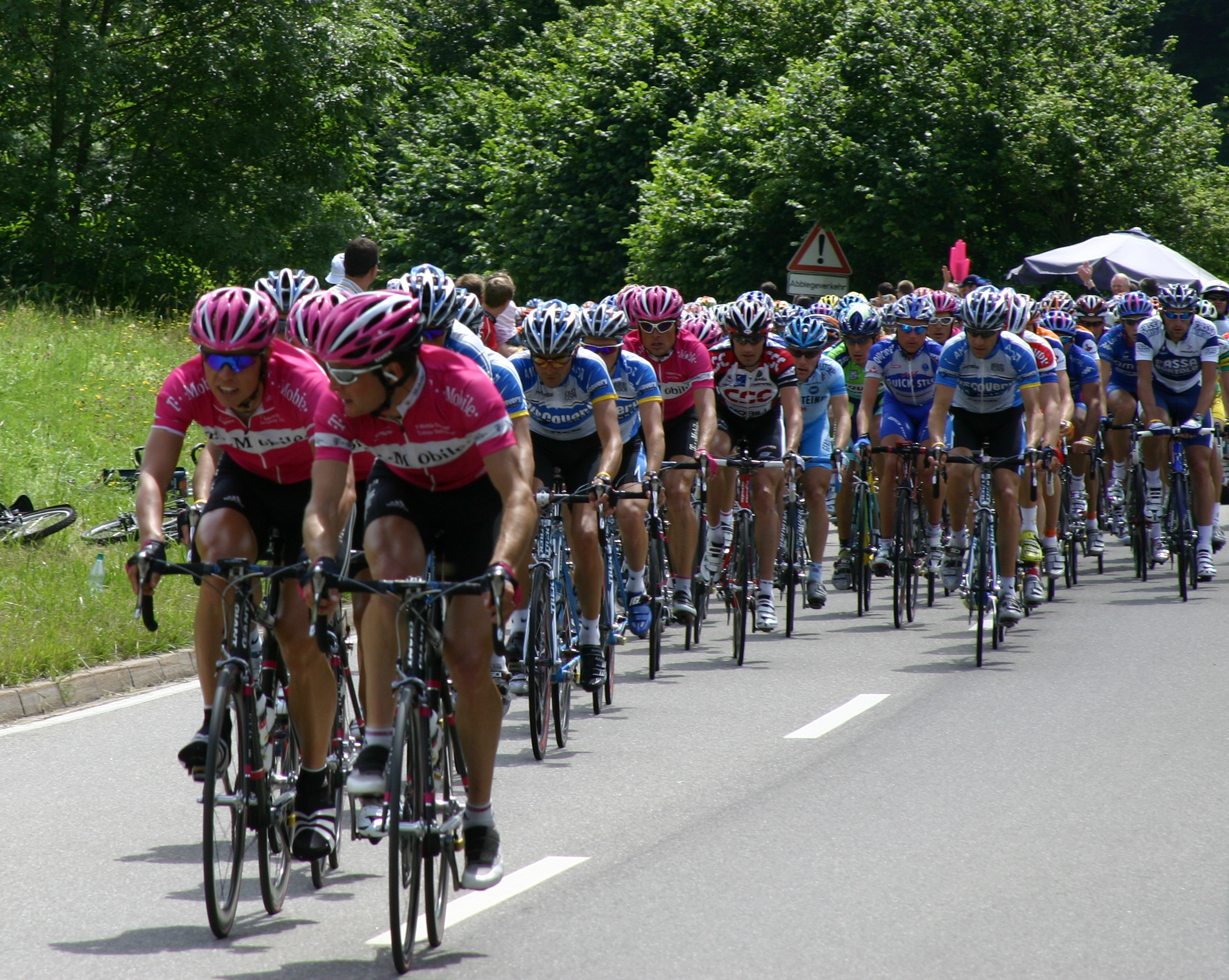
Começo da ascensão em Bad Herrenalb

1. Peter Weening  (P.B. - RAB), 5h03min54s
2. Andreas Klöden (Ale - TMO), m.t.
3. Alejandro Valverde  (Esp - IBA), à 27
4. Kim Kirchen  (Lux - FAS), m.t.
5. Jens Voigt  (Ale - CSC), m.t.
6. Jan Ullrich  (Ale - TMO), m.t.
7. Cadel Evans (Aus - DVL), m.t.
8. Christophe Moreau  (Fra - C.A), m.t.
9. Christopher Horner  (EUA - SDV), m.t.
10. Alexander Vinokourov  (Cas - TMO), m.t.

### Etapa 9:10 de julho-Gérardmer-Mulhouse, 170 km (etapa de montanha)
O vencedor da etapa, Michael Rasmussen, atacou muito cedo, no km 4. No km 13, juntou-se a ele o corredor italiano Dario Cioni. No seu encalço, formou-se um pequeno grupo de seis ciclistas, entre os quais o francês Christophe Moreau e o alemão Jens Voigt. Mais atrás, seguia o pelotão. No km 82, Rasmussen deixou para trás Cioni e seguiu em solitário.	 
Rasmussen conseguiu manter a liderança durante toda a etapa, pontuando em primeiro lugar em todos os portos de montanha. Venceu a etapa, seguido pela dupla Moreau-Voigt, que haviam se descolado do pequeno grupo inicial. A 6min 04s chegou o pelotão no qual estava o até então líder Lance Armstrong.
Com esse resultado, Voigt assumiu a camiseta amarela e Moreau posicionou-se no segundo lugar da classificação geral, relegando Lance Armstrong (Discovery Channel) à terceira posição na classificação geral. A notar o abandono do brasileiro Luciano Pagliarini.

#### Resultados

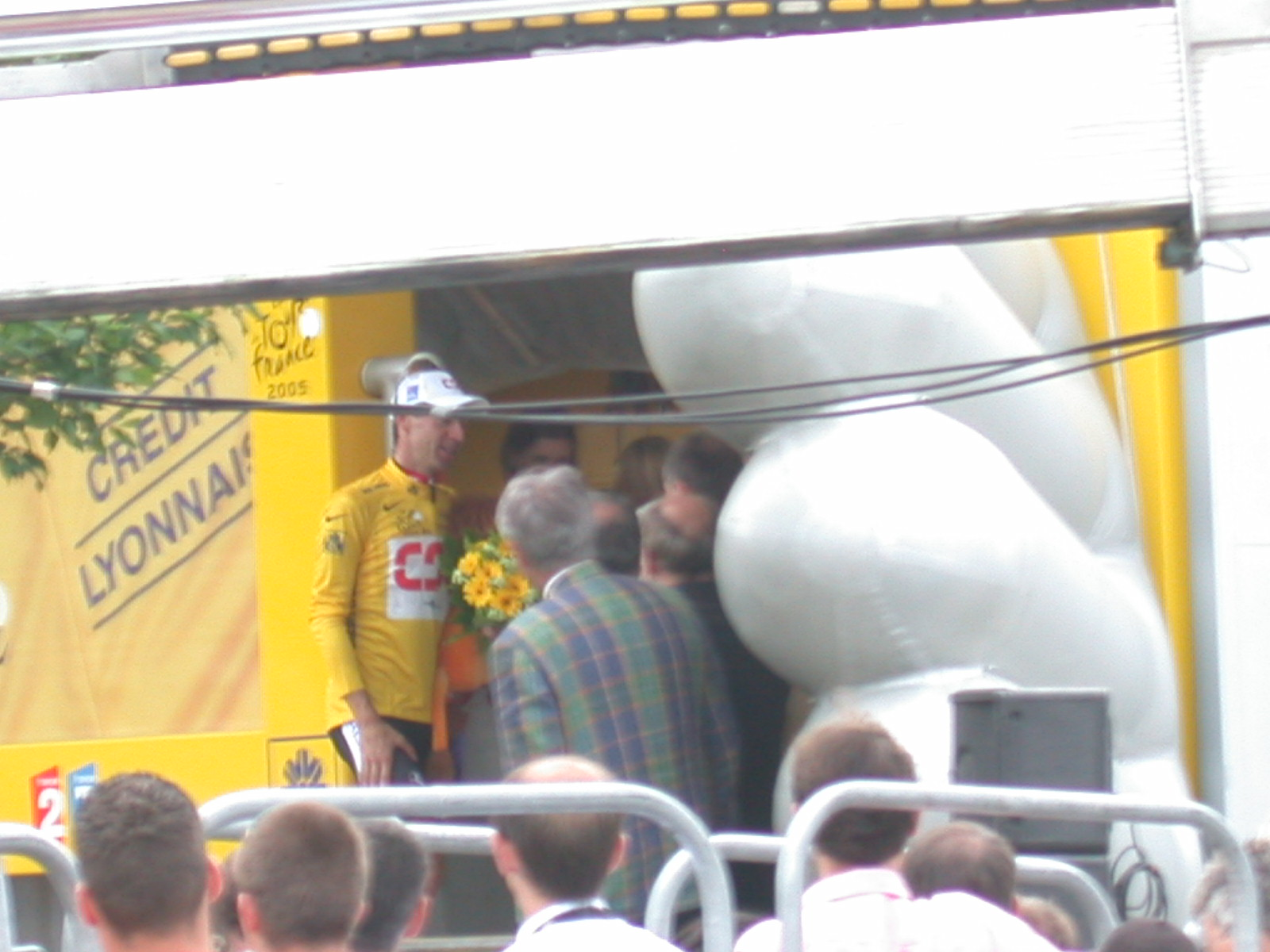
Jens Voigt conquista a camiseta amarela em Mulhouse

1. Michael Rasmussen (Din - RAB) 4h 08min 20s (41,315 km/h)
2. Christophe Moreau (Fra - C.A) a 3min 04s
3. Jens Voigt (Ale - CSC), mesmo tempo
4. Stuart O'Grady (Aus - COF), a 6min 04s
5. Philippe Gilbert (Bel - FDJ), m. t.
6. Antony Geslin (Fra - BTL), m. t.
7. Sebastian Lang (Ale - GST), m. t.
8. Laurent Brochard (Fra - BTL), m. t.
9. Jérôme Pineau (Fra - BTL), m. t.
10. Gerrit Glomser (Aut - LAM), m. t.

#### Classificação geral ao final da etapa
1. Jens Voigt (Ale - CSC), 1.493,50 km em 32h 18min 23s (46,22 km/h)
2. Christophe Moreau (FRA - C.A), a 1min 50s
3. Lance Armstrong (EUA - DSC), a 2min 18s
4. Michael Rasmussen (Din - RAB), a 2min 43s
5. Alexander Vinokourov (Caz - TMO), a 03min 20s
6. Bobby Julich (EUA - CSC), a 03min 25s
7. Ivan Basso (Ita - CSC), a 03min 44s
8. Jan Ullrich (Ale - TMO), a 03min 54s
9. Carlos Sastre (Esp - CSC), mesmo tempo
10. George Hincapie (EUA - DSC), a 4min 05s

### Etapa 10:12 de julho-Grenoble-Courchevel, 192 km (etapa de montanha)
Alejandro Valverde (Baléares) vence a primeira etapa alpina diante de Lance Amstrong (Discovery Channel), que retoma a camiseta amarela de líder. Michael Rasmussen (Rabobank) termina em terceiro lugar, conserva sua camiseta à pois e passa ao segundo lugar na classificação geral.
Esta primeira etapa nos Alpes foi reveladora do estado de forma dos corredores. Os rostos duros e marcados do camiseta amarela por um dia, Jens Voigt (CSC), mas também de Jan Ullrich (T-Mobile), contrastaram com o de Lance Armstrong (Discovery Channel), simplesmente radiante. Dominador, o sêxtuplo vencedor da Grande Boucle, bem acompanhado pela sua equipe Discovery Channel ao longo da etapa, ainda deu-se o luxo de impor seu ritmo nos últimos 20 km. Acompanhando-o durante os últimos hectômetros da corrida, o jovem espanhol vice-campeão do monde 2003, Alejandro Valverde, conseguiu finalmente se impor no final.
Os rivais potenciais do ciclista estadunidense não brilharam hoje, a começar por Jens Voigt (CSC), que foi completamente dominado pelo ritmo (chegou com 31min28s de atraso). Jan Ullrich (T-Mobile) sofreu igualmente, cedendo dois minutos ao novo camiseta amarela. Mas o grande perdedor do dia foi sem dúvida Alexander Vinokourov, outro T-Mobile, que foi obrigado a abandonar mais de 5 minutos a Lance Armstrong. 

#### Resultados
1. Alejandro Valverde (Esp - IBA), 4h50min35s
2. Lance Armstrong (EUA - DSC), mesmo tempo
3. Michael Rasmussen (Din - RAB), a 9s
4. Francisco Mancebo (Esp - IBA), m. t.
5. Ivan Basso (Ita - CSC), a 1min 02s
6. Levi Leipheimer (EUA - GST), a 1min 15s
7. Eddy Mazzoleni (Ita - LAM), a 2min 14s
8. Cadel Evans (Aus DVL), a 2min 14s
9. Andreas Klöden (Ale - TMO), m. t.
10. Andrey Kashechkin (Caz - C.A), m. t.

#### Classificação geral ao final da etapa
1. Lance Armstrong (EUA - DSC), 1686,60 km em 37 h 11min 04s (44,92 km/h)
2. Michael Rasmussen (Din - RAB), a 38s
3. Ivan Basso (Ita - CSC), a 02min 40s
4. Christophe Moreau (FRA - C.A), a 2min 42s
5. Alejandro Valverde (Esp - IBA), a 3min 16s
6. Levi Leipheimer (EUA - GST), a 3min 58s
7. Francisco Mancebo (Esp - IBA), a 4min 00s
8. Jan Ullrich (Ale - TMO), a 04min 02s
9. Andreas Klöden (Ale - TMO), a 4min 16s
10. Floyd Landis (EUA - PHO), m. t.

### Etapa 11:13 de julho-Courchevel-Briançon, 173 km (etapa de montanha)
A Madeleine, o Télégraphe e o Galibier... Alexander Vinokourov vence três passos para chegar na frente em Briançon. Depois de mais de 135 km na frente, o ciclista do Casaquistão de T-Mobile vence no sprint seu companheiro de escapada, o colombiano Santiago Botero (Phonak). Os dois terminam a etapa com 1min15s de avanço sobre Christophe Moreau (3°) e Armstrong, que mantém sua camiseta amarela. A notar a desqualificação de Jens Voigt, camiseta amarela na chegada em Mulhouse, por ter terminado a prova fora do limite de tempo.

#### Resultados
1. Alexander Vinokourov  (Cas - TMO), 4h47min38s
2. Santiago Botero (Col - PHO), a 1s
3. Christophe Moreau  (Fra - C.A), a 01min15s
4. Bobby Julich  (EUA - CSC), m.t.
5. Eddy Mazzoleni  (Ita - LAM), m.t.
6. Lance Armstrong  (EUA - DSC), m.t.
7. Cadel Evans  (Aus - DVL), m.t.
8. Levi Leipheimer  (EUA - GST), m.t.
9. Michael  Rasmussen (Din - RAB), m.t.
10. Georg Totschnig (Aut, GST), m.t.

#### Classificação geral ao final da etapa
1. Lance Armstrong (EUA - DSC), 41 h 59min 57s
2. Michael Rasmussen (Din - RAB), a 38s
3. Christophe Moreau (FRA - C.A), a 2min 34s
4. Ivan Basso (Ita - CSC), a 02min 40s
5. Alejandro Valverde (Esp - IBA), a 3min 16s
6. Santiago Botero (Col - PHO), a 3min48s
7. Levi Leipheimer (EUA - GST), a 3min 58s
8. Francisco Mancebo (Esp - IBA), a 4min 00s
9. Jan Ullrich (Ale - TMO), a 04min 02s
10. Andreas Klöden (Ale - TMO), a 4min 16s

### Etapa 12:14 de julho-Briançon-Digne-les-Bains, 187 km (etapa de montanha)
No dia da festa nacional, a França coloca dois corredores em primeiro e segundo lugar, David Moncoutié e  Sandy Casar, respectivamente, e ainda Patrice Halgand em quarta posição. Lance Armstrong controla a etapa e conserva sua camiseta amarela. A notar o abandono de Tom Boonen, que não partirá na etapa de amanhã por causa de dores importantes no cotovelo e joelho direitos. A camiseta branca de melhor jovem pertence a Valverde, que conserva uma avanço de 3min09s sobre Yaroslav Popovych.

#### Resultados
1. David Moncoutié (Fra) COF, 04h 20min 06s
2. Sandy Casar (Fra) FDJ, a 57s
3. Angel Vicioso (Esp) LSW, a 57s
4. Patrice Halgand (Fra) C.A, a 57s
5. Jose Luis Arrieta (Esp) IBA, a 57s
6. Franco Pellizotti (Ita) LIQ, a 57s
7. Axel Merckx (Bel) DVL, a 57s
8. Juan Manuel Garate (Esp) SDV, a 57s
9. Thor Hushovd (Nor) C.A, a 3min15s
10. Stuart O’Grady (Aus) COF, a 3min15s

### Etapa 13:15 de julho-Miramas-Montpellier, 162 km
O vencedor dos sprint em Montargis e em Karlsruhe, Robbie McEwen (Lotto-Davitamon) repete o feito em Montpellier e demonstra assim mais uma vez sua eficacidade nas chegadas em grupo. O australiano ultrapassa no final seu compatriota Stuart O'Grady (Crédit Agricole) e seu colega de equipe Fred Rodriguez, na sua oitava vitória de etapa na história do Tour. Foi uma etapa tranqüila para o camiseta amarela, Lance Armstrong, agora livre de Alejandro Valverde, que abandonou por causa de dores no joelho. Michael Rasmussen conserva sem maiores esforços a sua camiseta "à pois", pois a etapa de hoje teve somente um passo de quarta categoria, vencido em primeiro por Horner.

#### Resultados
1. Robbie McEwen (Aus) DVL, 3h43min14s
2. Stuart O’Grady (Aus) COF, m.t.
3. Fred Rodriguez (EUA) DVL, m.t.
4. Guido Trentin (EUA) QST, m.t.
5. Thor Hushovd (Nor) C.A, m.t.
6. Anthony Geslin (Fra) BTL, m.t.
7. Robert Forster (Ale) GST, m.t.
8. Magnus Backstedt (Sué) LIQ, m.t.
9. Gianluca Bortolami (Ita) LAM, m.t.
10. Chris Horner (EUA) SDV, m.t.

#### Classificação geral ao final da etapa
1. Lance Armstrong (EUA - DSC),  50h13min50s
2. Michael Rasmussen (Din - RAB), a 38s
3. Christophe Moreau (FRA - C.A), a 2min 34s
4. Ivan Basso (Ita - CSC), a 02min 40s
5. Santiago Botero (Col - PHO), a 03min48s
6. Levi Leipheimer (EUA - GST), a 03min58s
7. Francisco Mancebo (Esp - IBA), a 4min 00s
8. Jan Ullrich (Ale - TMO), a 04min 02s
9. Andreas Klöden (Ale - TMO), a 04min 16s
10. Floyd Landis (EUA - PHO), m.t.

### Etapa 14:16 de julho-Agde-Ax-3 domaines, 205 km (etapa de montanha)
O austríaco Georg Totschnig ganha em solitário a 14.ª etapa do Tour (sua primeira votória de etapa no Tour de France), a primeira nos Pirenéus, mas o grande vencedor do dia foi Lance Armstrong, que distanciou todos os seus adversários, tornando sua posição no Tour ainda mais confortável e dando um passo de gigante em direção à sétima vitória consecutiva no Tour de France. O ciclista estadunidense, mesmo abandonado pelos seus colegas de equipe na última ascensão, chegou 56s depois de Totschnig e na frente do italiano Ivan Basso, que ascende nesta ocasião ao terceiro lugar na classificação geral

#### Resultados
1. Georg Totschnig (Aut), em 05h43min43s
2. Lance Armstrong (EUA), a 56s
3. Ivan Basso (Ita), a 58s
4. Jan Ullrich (Ale), a 1min16s
5. Levi Leipheimer (EUA), a 1min31s
6. Floyd Landis (EUA), a 1min31s
7. Francisco Mancebo (Esp), a 1min47s
8. Michael Rasmussen (Din) a 1min47s
9. Andreas Kloden (Ale), a 2min06s
10. Haimar Zubeldia (Esp), a 2min20s

#### Classificação geral ao final da etapa
1. Lance Armstrong (EUA - DSC),  55h58min17s
2. Michael Rasmussen (Din - RAB), a 1min41ss
3. Ivan Basso (Ita - CSC), a 02min46s
4. Jan Ullrich (Ale - TMO), a 04min34s
5. Levi Leipheimer (EUA - GST), a 04min45s
6. Floyd Landis (EUA - PHO), a 5min03s
7. Francisco Mancebo (Esp - IBA), m.t.
8. Andreas Klöden (Ale - TMO), a 05min38s
9. Alexander Vinokourov (T-Mobile Team), a 7min09s
10. Christophe Moreau (FRA - C.A), a 08min37s

### Etapa 15:17 de julho-Lézat-sur-Lèze-Saint-Lary-Soulan, 205 km (etapa de montanha)
Para a surpresa geral, é o ciclista estadunidense George Hincapie (Discovery Channel) que vence a difícil e principal etapa dos Pirenéus (4 passos de primeira categoria e 1 passo fora de categoria), diante do espanhol Oscar Pereiro (Phonak) e do italiano Pietro Caucchioli (Crédit Agricole). A montanha não sendo seu terreno predileto, o colega de Lance Armstrong toma parte de uma escapada logo após a primeira hora da etapa, junto com treze outros corredores, escapada que assegura uma vantagem no meio da etapa de 18min25s - o maior tempo obtido por uma escapada desde o início do Tour - antes que os colegas de equipe de Basso acelerem o ritmo do pelotão. Lance Armstrong, seu companheiro de equipe, defendeu com brio e abnegação sua camiseta amarela. A boa jogada do dia pertence a Ivan Basso (CSC), que se coloca no segundo lugar da classificação geral, ocupado até então por Michael Rasmussen (Rabobank). Jan Ullrich termina em 9° lugar.

#### Resultados
1. George Hincapie (EUA), em 6h06min38s
2. Oscar Pereiro Sio (Esp), a 06s
3. Pietro Caucchioli (Itá), a 38s
4. Michael Boogerd (P.B.), a 57s
5. Laurent Brochard (Fra), a 2min19s
6. Ivan Basso (Itá), a 5min04s
7. Lance Armstrong (EUA), m.t.
8. Oscar Sevilla (Esp), a 6min28s
9. Jan Ullrich (Ale), a 6min28s
10. Michael Rasmussen (Din), a 6min32s

#### Classificação geral ao final da etapa
1. Lance Armstrong (EUA - DSC),  62h09min59s
2. Ivan Basso (Ita - CSC), a 02min46s
3. Michael Rasmussen (Din - RAB), a 3min09ss
4. Jan Ullrich (Ale - TMO), a 05min58s
5. Francisco Mancebo (Esp - IBA), a 06min31s
6. Levi Leipheimer (EUA - GST), a 07min35s
7. Floyd Landis (EUA - PHO), a 09min33s
8. Alexander Vinokourov (Cas - T-Mobile Team), a 09min38s
9. Christophe Moreau (FRA - C.A), a 11min47s
10. Andreas Klöden (Ale - TMO), a 12min01s

### Etapa 16:19 de julho-Mourenx-Pau, 177 km (etapa de montanha)
Segundo atrás de George Hincapie domingo passado, o espanhol Oscar Pereiro ganha a última etapa de montanha do Tour 2005 num sprint em Pau, oferecendo a primeira vitória de etapa à sua equipe Phonak. Fazendo parte da escapada com mais três outros corredores, seu avanço sobre o pelotão atinge 3 minutos. Lance Armstrong (Discovery Channel) mantém sua camiseta amarela, com 2min46s de vantagem sobre o segundo, Ivan Basso (CSC). A cinco dias da chegada em Paris, Lance Armstrong continua o líder irrepreensível, dirigindo-se para o seu sétimo sucesso consecutivo na Volta da França.

#### Resultados
1. Oscar Pereiro Sio (Esp PHO  em 4h 38' 40" - Média :  38,863 km/h  km: 180,5
2. Xabier Zandio  (Esp - IBA),  mesmo tempo
3. Eddy Mazzoleni (Ita - LAM),  m.t.
4. Cadel Evans  (Aus - DVL), m.t.
5. Philippe Gilbert  (Bél - FDJ), a 02min 25s
6. Anthony Geslin (Fra - BTL),  m.t.
7. Jorg Ludewig  (Ale - DOM),  m.t.
8. Juan Antonio Flecha (Esp - FAS),  m.t.
9. Ludovic Turpin (Fra - A2R), m.t.
10. Cédric Vasseur (Fra - COF), m.t.

#### Classificação geral ao final da etapa
1. Lance Armstrong (EUA - DSC),  66h52min03s
2. Ivan Basso (Ita - CSC), a 02min46s
3. Michael Rasmussen (Din - RAB), a 3min09ss
4. Jan Ullrich (Ale - TMO), a 05min58s
5. Francisco Mancebo (Esp - IBA), a 06min31s
6. Levi Leipheimer (EUA - GST), a 07min35s
7. Cadel Evans  (Aus, 09min29s
8. Floyd Landis (EUA - PHO), a 09min33s
9. Alexander Vinokourov (Cas - T-Mobile Team), a 09min38s
10. Christophe Moreau (FRA - C.A), a 11min47s

### Etapa 17:20 de julho-Pau-Revel, 239 km
Enquanto Lance Armstrong encaminha-se para o seu sétimo sucesso consecutivo, são os seus colegas da equipe Discovery Channel que compartilham as vitórias de etapa. Após George Hincapie domingo, o italiano Paolo Savoldelli ganha na linha de chegada em Revel, na frente do norueguês Kurt Arvesen (CSC). O pelotão chega com mais de 20 minutos de atraso.

#### Resultados
1. Paolo Savoldelli  (Itá - DSC), em 5h41min19s
2. Kurt Arvesen  (Nor - CSC), m.t.
3. Simon Gerrans  (Aus - A2R), a 08's
4. Sébastien Hinault  (Fra - C.A), a 11s
5. Andrei Grivko  (Ucr - DOM), a 24s
6. Oscar Sevilla  (Esp - TMO), a 51s
7. Bram Tankink  (P.B. - QST), m.t.
8. Daniele Righi  (Itá - LAM), a 53s
9. Samuel Dumoulin  (Fra - A2R), a 03min14s
10. Allan Davis  (Aus - LSW), m.t.

#### Classificação geral ao final da etapa
1. Lance Armstrong (EUA - DSC),  72h55min50s
2. Ivan Basso (Itá - CSC), a 02min46s
3. Michael Rasmussen (Din - RAB), a 3min09ss
4. Jan Ullrich (Ale - TMO), a 05min58s
5. Francisco Mancebo (Esp - IBA), a 06min31s
6. Levi Leipheimer (EUA - GST), a 07min35s
7. Alexander Vinokourov (Cas - T-Mobile Team), a 09min38s
8. Cadel Evans  (Aus - DVL), a 09min49s
9. Floyd Landis (EUA - PHO), a 09min53s
10. Christophe Moreau (FRA - C.A), a 12min07s

### Etapa 18:21 de julho-Albi-Mende, 189 km
O espanhol Marcos Serrano (Liberty Seguros) sucede a Laurent Jalabert, dez anos após a última chegada de uma etapa do Tour em Mende. O vencedor do dia escapou-se no bom momento de um grupo de escapados, de que faziam parte os franceses Cédric Vasseur, Carlos Da Cruz e Thomas Voeckler. A camiseta amarela continua vestida por Lance Armstrong, que terminou a etapa a mais de 10 minutos do vencedor.
Nessa etapa ensolarada de 189 km, num caminho acidentado através do sul do Massivo Central, uma escapada de dez ciclistas abriu a corrida a partir do 46° quilômetro. O grupo construiu uma vantagem superior a 15 minutos antes de se espalhar nas duas últimas subidas. Na dura e íngreme subida final (10,1 %) de 3,1 km, em direção ao aeródromo de Mende, o italiano Ivan Basso (CSC) aumentou seu ritmo. Lance Armstrong acompanhou-o, bem como o australiano Cadel Evans (Davitamon-Lotto) e, mais dificilmente, o alemão Jan Ullrich (T-Mobile). No entanto, o dinamarquês Michael Rasmussen (Rabobank) sofreu nessa dura subida, perdendo cerca de 30 segundos em benefício de seus rivais diretos para o pódio final.

#### Resultados
1. Marcos Serrano (Esp - LSW), 4h37min36s
2. Cédric Vasseur (Fra - COF), a 27s
3. Axel Merckx (Bél - DVL) m.t.
4. Xabier Zandio (Esp - IBA) a 01min08s
5. Franco Pellizotti (Itá - LIQ),  m.t.
6. Thomas Voeckler (Fra - BTL), a 01min28s
7. Luke Roberts (Aus - CSC), m.t.
8. Matthias Kessler (Ale - TMO), a 01min44s
9. Egoi Martinez (Esp - EUS), a 02min03s
10. Carlos Da Cruz (Fra - FDJ), a 02min38s

#### Classificação geral ao final da etapa
1. Lance Armstrong (EUA - DSC),  77h44min44s
2. Ivan Basso (Itá - CSC), a 02min46s
3. Michael Rasmussen (Din - RAB), a 3min09ss
4. Jan Ullrich (Ale - TMO), a 05min58s
5. Francisco Mancebo (Esp - IBA), a 07min08s
6. Levi Leipheimer (EUA - GST), a 08min12s
7. Cadel Evans  (Aus - DVL), a 09min49s
8. Alexander Vinokourov (Cas - T-Mobile Team), a 10min11s
9. Floyd Landis (EUA - PHO), a 10min42s
10. Christophe Moreau (FRA - C.A), a 13min15s

### Etapa 19:22 de julho-Issoire-Le Puy-en-Velay, 154 km
Após ter se distanciado de seus companheiros de escapada a 1,5 km da linha de chegada, Giuseppe Guerini vence em Puy-en-Velay. O italiano já havia vencido a etapa de Alpe d'Huez en 1999. O francês Sandy Casar (Française des Jeux) e um outro italiano, Franco Pellizotti (Lampre), terminam a 10s do vencedor. Lance Armstrong (Discovey Channel) mantém solidamente a camiseta amarela de líder geral.

#### Resultados
1. Giuseppe Guerini (Itá - TMO) em 03h33min04s (média: 43,225 km/h)
2. Sandy Casar (Fra - FDJ), a 10s
3. Franco Pellizotti (Itá - LIQ), m.t
4. Oscar Pereiro Sio (Esp - PHO), 12s
5. Salvatore Commesso (Itá - LAM), a 2min43s
6. Kurt Arvesen (Nor - CSC), a 2min48s
7. Nicolas Portal (Fra - A2R), m.t.
8. Bert Grabsch (Ale - PHO), m.t.
9. Sylvain Chavanel (Fra - COF), m.t.
10. Peeter Weening (P.B. - RAB), a 3min50s

#### Classificação geral ao final da etapa
1. Lance Armstrong (EUA - DSC), em 81h22min19s
2. Ivan Basso (Itá - CSC), a 02min46s
3. Michael Rasmussen (Din - RAB), a 3min46ss
4. Jan Ullrich (Ale - TMO), a 05min58s
5. Francisco Mancebo (Esp - IBA), a 07min08s
6. Levi Leipheimer (EUA - GST), a 08min12s
7. Cadel Evans  (Aus - DVL), a 09min49s
8. Alexander Vinokourov (Cas - T-Mobile Team), a 10min11s
9. Floyd Landis (EUA - PHO), a 10min42s
10. Oscar Pereiro Sio (Esp - Pho), a 12min39s

### Etapa 20:23 de julho-Saint-Étienne-Saint-Étienne, 55 km (contra-relógio individual)
Durante o contra-o-relógio de 55,5 km disputado em Saint-Étienne, Lance Armstrong colocou definitivamente cada um em seu lugar. O texano arrasou a concorrência e ganhou sua primeira etapa individual nesta edição. Segundo da etapa a 23s do camiseta amarela, Jan Ullrich sobe à terceira colocação da classificação geral, após a etapa catastrófica de Michael Rasmussen (duas quedas,4 trocas de bicicleta), que caiu para a 7° posição.
No geral, Armstrong distancia-se um pouco mais de seus rivais (Basso e Ullrich) e dirige-se ao seu sétimo título consecutivo amanhã, nos Champs-Élysées.

#### Resultados
1. Lance Armstrong (EUA - DSC), em 01h11min46s, média de 45,98 km/h
2. Jan Ullrich (Ale - TMO), a 23s
3. Alexander Vinokourov (Cas - T-Mobile Team), a 01min16s
4. Bobby Julich(EUA - CSC), a 01min33s
5. Ivan Basso (Itá - CSC), a 01min54s
6. Floyd Landis (EUA - PHO), a 02min02s
7. Cadel Evans  (Aus - DVL), a 02min06s
8. George Hincapie (EUA - DSC), a 02min25s
9. Francisco Mancebo (Esp - IBA), a 02min51s
10. Vladimir Karpets (Rús - IBA), a 03min05s

#### Classificação geral ao final da etapa
1. Lance Armstrong (EUA - DSC), em 82h34min05s
2. Ivan Basso (Itá - CSC), a 04min40s
3. Jan Ullrich (Ale - TMO), a 06min21s
4. Francisco Mancebo (Esp - IBA), a 09min59s
5. Levi Leipheimer (EUA - GST), a 11min25s
6. Alexander Vinokourov (Cas - T-Mobile Team), a 10min11s
7. Michael Rasmussen (Din - RAB), a 11min33ss
8. Cadel Evans  (Aus - DVL), a 11min55s
9. Floyd Landis (EUA - PHO), a 12min44s
10. Oscar Pereiro Sio (Esp - Pho), a 16min04s

### Etapa 21:24 de julho-Corbeil-Essonnes-ParisChamps-Élysées, 160 km
Nos Champs-Élysées, Lance Armstrong se retira do ciclismo com um sétimo título no Tour de France. Nessa 21° e última etapa, Armstrong presenciou a ousadia e vontade de um de seus prováveis sucessores, Alexander Vinokourov. O ciclista do Casaquistão surpreendeu todos os sprinters e venceu a etapa. A camiseta verde fica com Thor Hushovd, e a camiseta "à pois" com Michael Rasmussen. 
Os 3608 km desta Volta da França foram percorridos com uma média de 41,654 km/h, a maior da história.

#### Resultados
1. Alexander Vinokourov (Cas - T-Mobile Team), em 03h40min57s
2. Brad McGee (Aus - FDJ), mesmo tempo
3. Fabian Cancellara (Suí- FAS), m.t.
4. Robbie McEwen (Aus - DVL), m.t.
5. Stuart O’Grady (Aus - COF), m.t.
6. Allan Davis (Aus - LSW), m.t.
7. Thor Hushovd (Nor- CA), m.t.
8. Baden Cooke (Aus - FDJ), m.t.
9. Bernhard Eisel (Aut - FDJ), m.t.
10. Robert Forster (Ale - GST), m.t.